# Новочекино
Новоче́кино — деревня в Кыштовском районе Новосибирской области. Входит в состав Новочекинского сельсовета.

## География
Площадь деревни — 25 гектар.

## Население
| 2002 | 2007 | 2010 |
| ---- | ---- | ---- |
| 102  | ↘97  | ↘59  |

## Инфраструктура
В деревне по данным на 2007 год функционируют 1 учреждение здравоохранения и 1 учреждение образования.